# Queen & Slim: The Soundtrack
Queen & Slim: The Soundtrack ist das Soundtrack-Album zum Film Queen & Slim von Melina Matsoukas. Dieses wurde am 15. November 2019 von Motown Records veröffentlicht und enthält neben einem Stück von Blood Orange, dem Komponisten der Filmmusik, Songs von Lauryn Hill, Megan Thee Stallion, Lil Baby und Vince Staples.

## Entstehung
Die Musik für den Film Queen & Slim wurde von Devonté Hynes alias Blood Orange komponiert und ist auf dem Soundtrack mit Runnin' Away enthalten. Des Weiteren steuerten verschiedene schwarze Künstler unterschiedlichster musikalischer Genres neue Tracks zum Soundtrack bei, so Lauryn Hill, Megan Thee Stallion, Lil Baby und Vince Staples. Auch Songs von Roy Ayers, Bilal, Mike Jones und anderen Künstlern sind darauf enthalten.
Produziert wurde das Album von Melina Matsoukas und Lena Waithe, der Regisseurin und der Drehbuchautorin von Queen & Slim, zudem von der Motown-Records-Präsidentin Ethiopia Habtemariam. Matsoukas selbst ist zweifache Grammy-Gewinnerin und wurde vor allem für ihre Musikvideos für Beyoncé und Rihanna bekannt. „Ich wollte, dass der Soundtrack von Queen & Slim die historische Entwicklung der schwarzen Musik zeigt, von ihren Wurzeln in Blues und Soul bis zu modernem Bounce, Hip Hop und R&B – so wie wir es in den 90er Jahren in Filmsoundtracks gesehen haben“, so die Regisseurin. Mit Motown habe man sich zusammengetan, weil sie in der Black-Music-Branche eine Tradition haben.

## Veröffentlichung
Der Soundtrack wurde am 15. November 2019 von Motown Records veröffentlicht. Bereits im Oktober 2019 veröffentlichte Motown Records mit Collide den ersten Song aus dem Soundtrack-Album. Zu Collide wurde auch ein Musikvideo veröffentlicht, das in London gedreht wurde. Im November erschienen Guarding The Gates von Lauryn Hill und Catch the Sun von Lil Baby als Singles.

## Titelliste
Die digitale Version hat 11 Tracks, während die physische 5 zusätzliche Songs hat, welche nicht exklusiv für den Soundtrack erstellt wurden.
1. Ride Or Die – Megan Thee Stallion & VickeeLo (2:03)
2. Soul Sista – Bilal & Raphael Saadiq (5:40)
3. Yo Love – Vince Staples & 6lack & Mereba (2:24)
4. Collide – Tiana Major9 & EARTHGANG (3:25)
5. Getting Late – Syd (3:07)
6. Still Tippin' – Mike Jones & Slim Thug & Paul Wall (4:31) (nur physische Version)
7. Queen & Slim – Coast Contra & BJ the Chicago Kid (4:14)
8. Frame – Choker (5:01)
9. Catch The Sun – Lil Baby (3:03)
10. Searching (Album Version) – Roy Ayers (4:08) (nur physische Version)
11. Guarding The Gates – Ms. Lauryn Hill (6:00)
12. My Money, My Baby – Burna Boy (3:05)
13. Cedes Benz – The-Dream (5:40) (nur physische Version)
14. Standin' At Yo Door (Live) – King Little Freddie (6:57) (nur physische Version)
15. Runnin' Away – Blood Orange & Ian Isiah & Jason Arce (5:42)
16. Doomed – Moses Sumney (4:28) (nur physische Version)

## Charterfolge
Am 29. November 2019 stieg das Album auf Platz 9 in die Billboard Soundtrack Charts und auf Platz 122 in die Billboard 200 ein.

## Auszeichnungen
Black Reel Awards 2020
- Nominierung für die Beste Filmmusik (Devonté Hynes)
- Nominierung als Bester Song („Guarding The Gates“, Lauryn Hill)
- Nominierung als Bester Song („Collide“, Tiana Major9 und Earthgang)[13]

Guild of Music Supervisors Awards 2020
- Auszeichnung in der Kategorie Best Music Supervision in Motion Picture – Budgeted under 25 Million Dollars (Kier Lehman)[14]

Hollywood Music in Media Awards 2019
- Nominierung als Bestes Soundtrack-Album[15]

NAACP Image Awards 2020
- Nominierung als Bestes Soundtrack/Compilation Album[16]